# Janiszkowice (gromada)
Janiszkowice – dawna gromada, czyli najmniejsza jednostka podziału terytorialnego Polskiej Rzeczypospolitej Ludowej w latach 1954–1972.
Gromady, z gromadzkimi radami narodowymi (GRN) jako organami władzy najniższego stopnia na wsi, funkcjonowały od reformy reorganizującej administrację wiejską przeprowadzonej jesienią 1954 do momentu ich zniesienia z dniem 1 stycznia 1973, tym samym wypierając organizację gminną w latach 1954–1972.
Gromadę Janiszkowice siedzibą GRN w Janiszkowicach (obecnie w granicach Opola Lubelskiego) utworzono 1 stycznia 1957 w powiecie opolsko-lubelskim w woj. lubelskim z obszarów miejscowości Janiszkowice wieś i kolonia, Piszczek wieś, Grabówka wieś i kolonia, Linia osada młyńska, Góry Opolskie wieś oraz Górna Owczarnia wieś i kolonia, wyłączonych ze znoszonej gromady Opole Lubelskie w tymże powiecie.
1 stycznia 1960 gromadę zniesiono, włączając jej obszar do nowo utworzonej gromady Opole Lubelskie w tymże powiecie.